# David Stone (mago)
David Stone (Eaubonne, 14 agosto 1972) è un comico e scrittore francese.
È inoltre un produttore e un prestigiatore pluripremiato, specializzato nella magia a distanza ravvicinata (close up) e nella magia con le monete

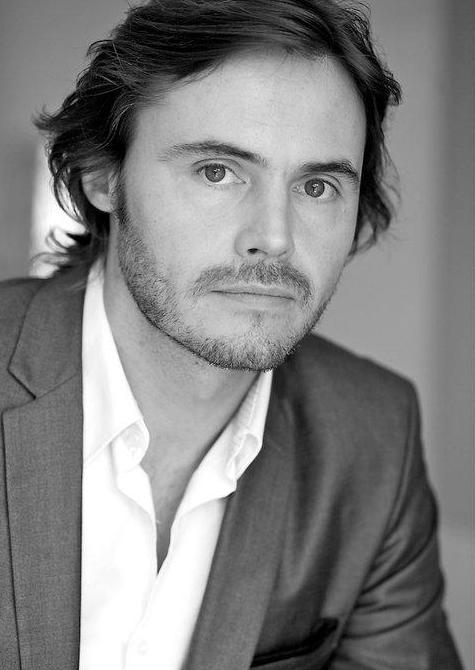
David Stone - 2010, Paris.

## Biografia
David nasce il 14 agosto 1972 a Eaubonne (Francia). I suoi genitori sono appassionati di letteratura e di cinema e già a partire dai sei anni David riceve un'educazione in teoria musicale e chitarra.
A diciannove anni un incontro fortuito con un compagno di scuola gli fa scoprire l'arte della magia e della manipolazione delle carte. A 23 anni vince il Diavol Grand Priz (Campionato francese della magia).
A 24 anni vince la Colomba d'Oro nella categoria "Close up" ai campionati europei di magia che hanno luogo in Francia. Lo stesso anno vince il Grand Prix di Close up dell'America del Sud, a Las Tunas Cuba.
Nel 1995 David conosce il prestigiatore francese Stéphane Jardonnet che dà un impulso decisivo alla sua carriera producendo un video intitolato "Basic Coin Magic vol. 1" del quale David è protagonista. Basic Coin Magic, il primo video magico francese ad affermarsi in America, diventa un best seller, vendendo 28 000 copie in 40 paesi.
Dopo la laurea in filosofia all'Università di Amiens, David decide di diventare prestigiatore professionista. Si trasferisce a Saint-Tropez e inizia a lavorare in alcuni dei ristoranti più prestigiosi della Riviera, tra cui La Voile Rouge, un lussuoso locale sulla spiaggia in cui si esibisce per sette anni durante i quali ha occasione di perfezionare il suo repertorio.
Per via dei suoi video e del suo senso dell'umorismo, Stone ottiene importanti riconoscimenti nel circuito dei prestigiatori professionisti. Dal 1999 ha portato la sua conferenza sulla micromagia ai tavoli (magia professionale nei ristoranti) alle convention per addetti ai lavori in oltre 19 paesi ed è uno dei prestigiatori francesi più famosi all'estero.
Nel 2001 incontra Jean-Luc Bertrand, prestigiatore e produttore di DVD e questo segna l'inizio di una collaborazione che ha portato alla realizzazione di brevi film e DVD. La prima coproduzione dei due, un cortometraggio, ha ottenuto il primo premio nel Magic Film Festival di Las Vegas (2006).
Nel 2003, al congresso FFFF Fechter's Finger-Flicking Frolic, la riunione dei prestigiatori di Close Up più prestigiosa al mondo, David è stato votato Miglior esecutore.
Il suo ultimo libro "Close-up: The real secrets of magic" (2005) è un best seller ed è andato esaurito appena 15 giorni dopo l'uscita. Il DVD "The Real Secrets of magic" (2006), tratto dal libro, è stato dichiarato miglior DVD magico del 2006 da Genii Magazine (USA) e Magie Magazine (Germania) e ha venduto oltre 14 000 copie in 13 mesi.
Nell'agosto 2006 David vince il terzo premio al Campionato mondiale della Magia (FISM) a Stoccolma, Svezia (Micro-Magic - FISM Award 2006) e nel 2008 riceve il premio TMW per il Miglior Prestigiatore.
Nel 2010 la Convention FFFF ha votato David Stone Ospite d'Onore per il FFFF 2012. In questo modo David diviene il secondo prestigiatore francese a ricevere quest'onore in quarant'anni.

## Opere

### Scritti
- Mietek (1998)
- Secrets of table hopping (1999)
- Light my Fire (1999)
- X rated (2000)
- Made in France (2001)
- Cocoon (2002)
- Close-up : The real secrets of magic (2005)

### Filmografia
- Basic coin magic (1995) - Stéphane Jardonnet Productions
- Génération Imagik Vol. 2 (1996) - Joker Deluxe Productions
- Coin Magic Vol. 2 (1997) - Stéphane Jardonnet Productions/David Stone
- David Stone's fabulous close-up lecture (1999) - International magic
- Quit smoking (2001) - Magic Boutique
- Live in Boston (2002)- MagicZoom Entertainment
- Best of the best Vol. 11 (2003) - International Magicians Society
- Best of the best Vol. 12 (2003) - International Magicians Society
- Best of the best Vol. 13 (2003) - International Magicians Society
- Live at FFFF (2004)- MagicZoom Entertainment
- The real secrets of magic Vol. 1 (2006) - MagicZoom Entertainment/Close-up Magic
- The real secrets of magic Vol. 2 (2007) - MagicZoom Entertainment/Close-up Magic
- Cell (2008) - MagicZoom Entertainment/Bonne Nouvelle Production
- Window (2009) - MagicZoom Entertainment/Close-up Magic
- The Real Secrets of David Stone (2010) - MagicZoom Entertainment/Close-up Magic
- Tool (2011) - MagicZoom Entertainment
- Reel Magic (2012) - Issue n° 30 - Kozmo Magic

### Produzioni
- Co-produttore di Yannick Chretien (2009) - MagicZoom Entertainment/Close-up Magic
- Co-produttore di Nestor Hato (2008) - MagicZoom Entertainment/Close-up Magic